# Roald Aas
Roald Edgar Aas (ur. 28 marca 1928 w Oslo, zm. 18 lutego 2012 tamże) – norweski łyżwiarz szybki, dwukrotny medalista olimpijski, brązowy medalista mistrzostw świata i dwukrotny medalista mistrzostw Europy.

## Kariera
Specjalizował się w dystansie 1500 metrów. W latach 50. był jednym z najlepszych łyżwiarzy w Norwegii, obok Hjalmara Andersena i Knuta Johannesena. Największy sukces w karierze osiągnął podczas igrzysk olimpijskich w Squaw Valley w 1960 roku, gdzie zwyciężył na swym koronnym dystansie. W biegu na 1500 m zdobył też brązowy medal na igrzyskach w Oslo w 1952 roku. W zawodach tych wyprzedzili go jedynie Hjalmar Andersen oraz Holender Willem van der Voort. Brał też udział w rozgrywanych cztery lata później igrzyskach w Cortina d’Ampezzo, zajmując szóste miejsce na 5000 m i dziesiąte na 1500 m.
W 1958 roku wywalczył brązowy medal na wielobojowych mistrzostwach świata w Helsinkach. Lepsi okazali się tam dwaj reprezentanci ZSRR: Władimir Szyłykowskij i Oleg Gonczarienko. Ponadto na mistrzostwach Europy w Oslo w 1957 roku i mistrzostwach Europy w Oslo w 1960 roku zdobywał brązowe medale. Regularnie zdobywał srebrne medale mistrzostw kraju w wieloboju, a w 1956 roku sięgnął po złoto. Był również mistrzem Norwegii w kolarstwie.
W 1956 roku otrzymał nagrodę Egebergs Ærespris.